# Ville métropolitaine de Naples
La ville métropolitaine de Naples (Città metropolitana di Napoli en italien) est une ville métropolitaine italienne, dans la région de Campanie, dont le chef-lieu est Naples. Elle remplace la province de Naples depuis le 1er janvier 2015.

## Géographie
Liste des principales municipalités composants la Ville métropolitaine de Naples :
- Acerra
- Afragola
- Anacapri
- Arzano
- Bacoli
- Barano d'Ischia
- Boscoreale
- Brusciano
- Caivano
- Capri
- Cardito
- Casalnuovo di Napoli
- Casamicciola Terme
- Casavatore
- Casoria
- Castellammare di Stabia
- Cercola
- Ercolano
- Forio
- Frattamaggiore
- Frattaminore
- Giugliano in Campania
- Gragnano
- Grumo Nevano
- Ischia
- Lacco Ameno
- Marano di Napoli
- Marigliano
- Massa Lubrense
- Melito di Napoli
- Meta
- Mugnano di Napoli
- Naples (Napoli)
- Nola
- Ottaviano
- Piano di Sorrento
- Poggiomarino
- Pomigliano d'Arco
- Pompei
- Portici
- Pouzzoles
- Qualiano
- Quarto
- San Giorgio a Cremano
- San Giuseppe Vesuviano
- Sant'Agnello
- Sant'Anastasia
- Sant'Antimo
- Sant'Antonio Abate
- Somma Vesuviana
- Sorrente
- Terzigno
- Torre Annunziata
- Torre del Greco
- Villaricca
- Vico Equense
- Volla

## Histoire
La ville métropolitaine de Naples est créée le 1er janvier 2015, en application de la loi n°56 du 7 avril 2014 intitulée : « dispositions sur les villes métropolitaines, les provinces, les unions et les fusions de municipalités ». Elle se substitue à la province de Naples sur le même territoire.

## Politique et administration
La ville métropolitaine est dirigée par un maire, qui est celui de la ville de Naples, un conseil métropolitain élu et une conférence métropolitaine consultative, tous deux présidés par le maire.
| Période          | Période         | Identité           | Étiquette              | Qualité                       |
| ---------------- | --------------- | ------------------ | ---------------------- | ----------------------------- |
| 1er janvier 2015 | 18 octobre 2021 | Luigi de Magistris | Democrazia e Autonomia | Maire de Naples (2011 → 2021) |
| 18 octobre 2021  | En cours        | Gaetano Manfredi   | Indépendant            | Maire de Naples (depuis 2021) |